# Konatice
Konatice (izvirno srbsko Конатице) je naselje v Srbiji, ki upravno spada pod Občino Obrenovac; slednja pa je del Mesta Beograd.

## Demografija
V naselju živi 768 polnoletnih prebivalcev, pri čemer je njihova povprečna starost 45,6 let (44,0 pri moških in 47,2 pri ženskah). Naselje ima 326 gospodinjstev, pri čemer je povprečno število članov na gospodinjstvo 2,79.
To naselje je, glede na rezultate popisa iz leta 2002, večinoma srbsko.
|  |

| Demografija | Demografija     | Demografija     |
| Leto        | Št. prebivalcev | Št. prebivalcev |
| ----------- | --------------- | --------------- |
|             |                 |                 |
|             |                 |                 |
|             |                 |                 |
|             |                 |                 |
| 1948        | 1263            |                 |
| 1953        | 1280            |                 |
| 1961        | 1285            |                 |
| 1971        | 1162            |                 |
| 1981        | 1145            |                 |
| 1991        | 1079            | 960             |
| 2002        | 1045            | 909             |
|             |                 |                 |

| Etnična sestava po popisu iz leta 2002 | Etnična sestava po popisu iz leta 2002 | Etnična sestava po popisu iz leta 2002 | Etnična sestava po popisu iz leta 2002 | Etnična sestava po popisu iz leta 2002 |
| -------------------------------------- | -------------------------------------- | -------------------------------------- | -------------------------------------- | -------------------------------------- |
| Srbi                                   | Srbi                                   |                                        | 894                                    | 98,34%                                 |
| Črnogorci                              | Črnogorci                              |                                        | 3                                      | 0,33%                                  |
| Hrvati                                 | Hrvati                                 |                                        | 1                                      | 0,11%                                  |
| Ukrajinci                              | Ukrajinci                              |                                        | 1                                      | 0,11%                                  |
| Rusi                                   | Rusi                                   |                                        | 1                                      | 0,11%                                  |
| Romuni                                 | Romuni                                 |                                        | 1                                      | 0,11%                                  |
| Madžari                                | Madžari                                |                                        | 1                                      | 0,11%                                  |
| Makedonci                              | Makedonci                              |                                        | 1                                      | 0,11%                                  |
| Neznano                                | Neznano                                |                                        | 4                                      | 0,44%                                  |